# Nannophlebia amaryllis
Nannophlebia amaryllis – gatunek ważki z rodziny ważkowatych (Libellulidae).